# Katchal
Isla Katchal (en hindi: कत्चल, en nicobar: तिहन्यु, Tihnyu) es una de las islas Nicobar, en la India. Su superficie es de 174,4 kilómetros cuadrados (61 millas cuadradas). Se trata de un territorio a aproximadamente 1.600 km (1.000 millas) de distancia de la parte continental de la India y a 305 km (191 millas) al sur de la capital regional, Port Blair. Pertenece al territorio de la unión de las Islas Andamán y Nicobar y está bajo la jurisdicción del distrito de Nicobar. 

## Historia
Las islas Nicobar han experimentado todo tipo de influencias externas durante siglos, ya que están ubicadas a lo largo de una antigua ruta de comercio marítimo internacional y han sido conocidas por los viajeros y los eruditos desde la antigüedad. Debido a esto, las islas han estado recibiendo influencias externas, que han afectado a su cultura y raza a lo largo de los siglos. Según la historia reciente, una inscripción arqueológica que data del año 1059 d. C. dice que Nicobar formaba parte del reino de ultramar del rey tamil chola de Tanjore. 
En 1869, los británicos tomaron posesión de las islas Nicobar de los daneses y las convirtieron en parte de la India moderna. Desde 1964 empezaron a llegar tamiles para trabajar en las plantaciones. 
Debido a su ubicación remota y a la falta de exposición al resto del mundo, gentes foráneas explotaron económicamente a los isleños durante mucho tiempo. Para detener su explotación económica, el 2 de abril de 1957 el Gobierno de la India declaró las Islas Nicobar como Área de Reserva Tribal Aborigen (ATRA). Esto hizo que las Islas Nicobar fueran inaccesibles para los forasteros y, en la actualidad, incluso los ciudadanos indios necesitan un pase tribal especial para visitar las islas. Sólo los funcionarios del Gobierno (forasteros) destinados en las Islas Katchal pueden permanecer en la isla. No obstante, el 1 de enero de 2000, al amanecer, la isla Katchal fue noticia, pues muchos viajeros se habían reunido allí para contemplar el primer amanecer del milenio.
Katchal fue una de las islas más afectadas por el maremoto del 26 de diciembre de 2004. El tsunami devastó la isla, alterando la situación socioeconómica de sus habitantes. De las 5.000 personas desaparecidas (la cifra oficial es de 5.000, pero la cifra real es probablemente mayor) en las islas Andamán y Nicobar, se cree que 1.549 procedían de Katchal.
Para ayudar a la población local, se envió a Katchal un número considerable de personal del Gobierno antes del día del maremoto. La mayoría del personal desapareció, ya que la buena parte de los cuarteles del personal del Gobierno estaban situados muy cerca de la orilla del mar y muy pocos lograron escapar a la colina cercana. Por citar un ejemplo, ni un solo profesor de los 47 que estaban destinados aquí antes del 26 de diciembre de 2004 fue encontrado con vida.
Algunas personas lograron escapar de las aguas aferrándose a las copas de los cocoteros. De las 344 personas que se informó que habían muerto, sólo se pudo identificar un cuerpo. O bien los cuerpos estaban descompuestos hasta el punto de ser irreconocibles o no había supervivientes que pudieran reclamarlos.